# Caenocryptus inflexus
Caenocryptus inflexus är en stekelart som först beskrevs av Henry Keith Townes, Jr. 1962.  Caenocryptus inflexus ingår i släktet Caenocryptus och familjen brokparasitsteklar. Inga underarter finns listade.